# Cyrtanaspis
Cyrtanaspis är ett släkte av skalbaggar som beskrevs av Carlo Emery 1876. Cyrtanaspis ingår i familjen ristbaggar.
Släktet innehåller bara arten Cyrtanaspis phalerata.